# Targ Centralny

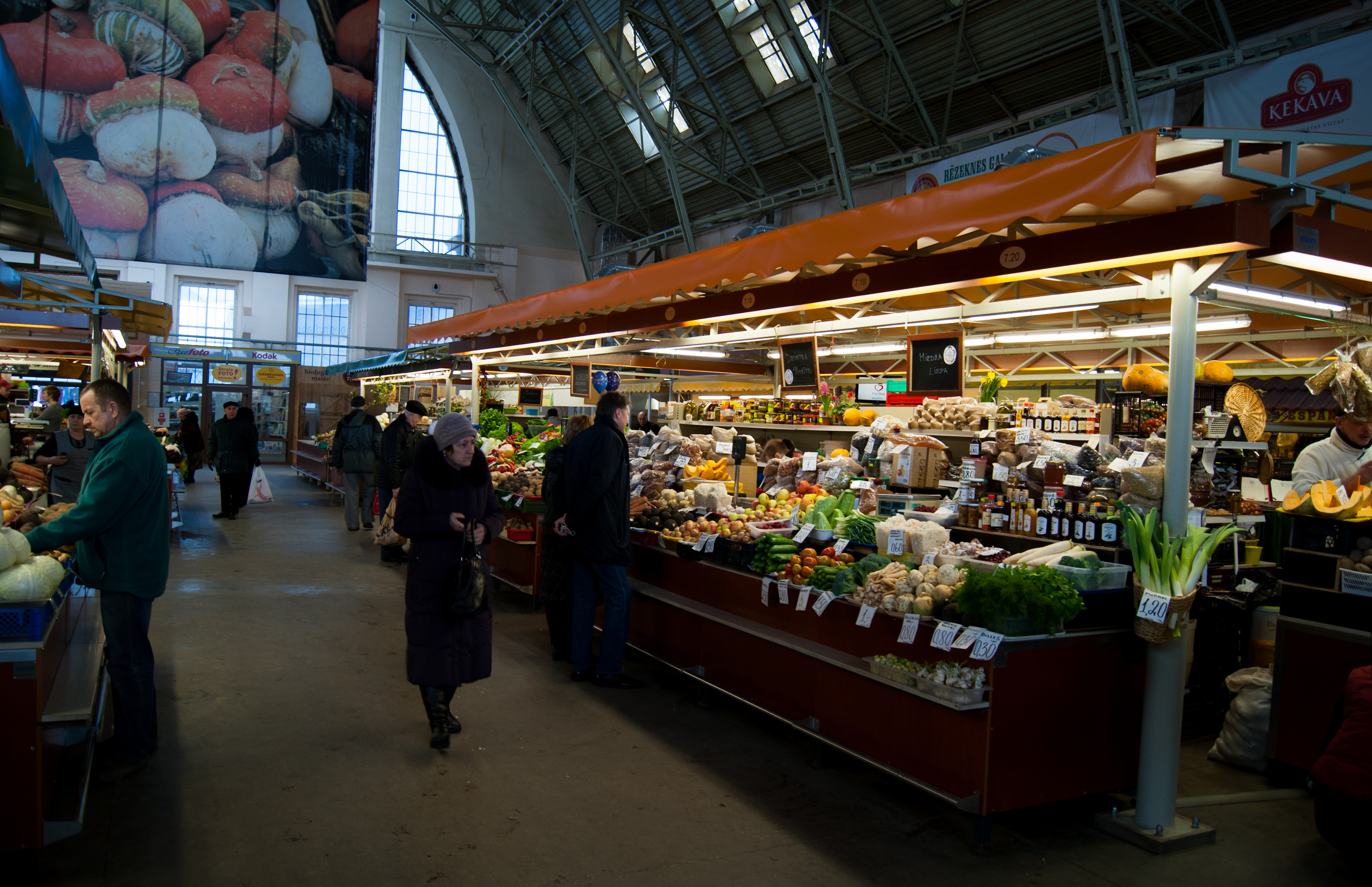
Wnętrze jednej z hal (2013)

Targ Centralny (łot. Centrāltirgus) – zespół hal targowych w Rydze. Otwarty w 1930. Do budowy wykorzystano hangary niemieckich sterowców, przeniesione spod Lipawy. Od 1998 jako część historycznego centrum Rygi targ znajduje się na liście światowego dziedzictwa UNESCO.

## Budynki
Hale znajdują się w sąsiedztwie dworca autobusowego i kolejowego, nad Dźwiną. Zespół składa się z pięciu hal, o następujących wymiarach: długość 240 m, szerokość 42–46 m, wysokość 35–38 m. Między halami umieszczono mniejsze budynki. W skład kompleksu wchodzą także stare magazyny (spīķeri) i plac targowy. Hale Targu Centralnego liczą 57 000 m² powierzchni, a łączna powierzchnia kompleksu to 72 300 m².
Hale są przykładem architektury funkcjonalistycznej, uzupełnionej o elementy art déco.

## Historia
Hale zostały pierwotnie wybudowane pod Lipawą (baza lotnicza Vaiņode) podczas I wojny światowej jako hangary na sterowce. Umiejscowienie bazy było związane ze stworzeniem możliwości nalotów na Petersburg. W 1926 hangary zostały rozebrane i przetransportowane do Rygi, gdzie miały zostać zaadaptowane na hale targowe. Pracami architektonicznymi kierował Pāvils Dreijmanis. Mimo przerwy w pracach, jaka nastąpiła w 1928, spowodowanej trudnościami finansowymi, 2 listopada 1930 udało się oddać targowisko do użytku. W roku otwarcia było to największe centrum handlowe w Europie. W czasach Łotewskiej SRR targowisko podupadło, ale później zostało zrewitalizowane. Od 1995 obiektem zarządza spółka ze 100% udziałem władz miejskich. Codziennie przez targowisko przewija się od 80 do 100 tys. osób.

## Handel
Na terenie hal znajduje się ok. 3000 stoisk. Poszczególne hale mają różne profile: warzywa i owoce, nabiał, mięso, ryby i inne artykuły spożywcze. Dostępne są również drobne artykuły rękodzielnicze.